# Carlos Filipe Ximenes Belo
Carlos Filipe Ximenes Belo (født 3. februar 1948) er en romerskkatolsk biskop fra Østtimor. Sammen med José Ramos-Horta modtog han i 1996 Nobels fredspris for arbejdet med at bane vejen for "en retfærdig og fredelig løsning på konflikten i Østtimor".

## Opvækst og uddannelse
Belo er søn af Domingos Vaz og Ermelinda Baptista Filipe og født i landsbyen Wailakama på nordkysten af Østtimor. Hans far, der var skolelærer, døde to år efter Belos fødsel, og Carlos Belo tilbragte en stor del af sin barndom på katolske skoler, inden han kom på præsteseminarium, hvorfra han fik eksamen i 1968. I perioden 1969-1981 (fraregnet perioder med praktisk træning som missionær 1974-76) tilbragte han i Portugal og Rom, hvor han studerede filosofi og teologi, indtil han blev præsteviet i 1980. Han blev undervejs i Europa salesianer.
Han vendte tilbage til Østtimor i juli 1981 og arbejdede først som lærer, dernæst som leder af det salesianske kollegium i Fatumaca.

## Religiøst lederskab
Da Martinho da Costa Lopes i 1983 trak sig tilbage, blev Belo valgt som apostolisk administrator for bispedømmet i Dili, hvorved han blev leder af kirken i Østtimor med reference direkte til paven. 6. februar 1989 blev han udnævnt til biskop af Lorium.
Fader Belo var Vatikanets valg til nuntius i Jakarta på grund af hans tilsyneladende lydighed, men hans timoresiske fæller bifaldt ikke valget og mødte ikke op til udnævnelsen. Imidlertid protesterede han voldsomt, blot fem måneder efter udnævnelsen, ved en gudstjeneste i katedralen over den brutale Kraras-massakre i 1983 og fordømte de mange arrestationer foretaget af indoneserne. Kirken var den eneste institution, der havde mulighed for at kommunikere med omverdenen, og med denne viden begyndte den nye biskop at skrive breve og opbygge et net af oversøiske kontakter på trods af den isolation, som oppositionen mod det indonesiske styre var udsat for, og trods omverdenens mangel på interesse for begivenhederne.
I februar 1989 skrev Belo til den portugisiske præsident, paven og FN's generalsekretær og opfordrede til at få vedtaget en FN-resolution om Østtimors fremtid og for at bede om hjælp til befolkningen, som "var ved at dø som mennesker og som nation", men da brevet blev offentligt kendt i april, blev han endnu mere et mål for indoneserne. Den spændte situation blev værre, da biskop Belo opbyggede et fristed i sit hjem, som han også tidligere havde gjort, til unge mennesker, der var undsluppet fra Santa Cruz-massakren i 1991, og samtidig søgte at offentliggøre antallet af ofre fra massakren.
Biskop Belos arbejde for sine østtimoriske landsmænd i forsøget på at få skaffet en fredelig løsning og en forsoning blev internationalt anerkendt, da han i 1996 sammen med José Ramos-Horta modtog Nobels fredspris. Belo benyttede sig af prisen til at opnå samtale med den amerikanske præsident Bill Clinton og den sydafrikanske præsident Nelson Mandela.

## Afgang som apostolisk administrator
I perioden efter Østtimors uafhængighed 20. maj 2002 viste det mangeårige pres og de store begivenheder sig i form af et skrantende helbred hos bisko Belo. Pave Johannes Paul 2. godkendte derpå hans afgang som apostolisk administrator i Dili 26. november 2002.
Efter sin afgang drog biskop Belo til Portugal for at få lægelig behandling. I begyndelsen på 2004 kom der flere opfordringer fra Østtimor til ham om at stille op som kandidat til præsidentvalget for nationen. Men i maj 2004 fortalte han til det portugisiske nationale tv-selskab, at han ikke ønskede sit navn på kandidatlisten, fordi "jeg har besluttet at overlade politik til politikerne". En måned senere var hans helbred forbedret så meget, at han meldte sig klar til nye opgaver for den katolske kirke. I samråd med Vatikanet blev han derpå missionær i Mozambique, hvor han i det salinesiske samfund der i landet.
Han bekendtgjorde, at han havde holdt møder med præfekten for Kongregationen for folkenes evangelisering, og derved havde besluttet sig for at missionere i Maputo-bispedømmet, og han påbegyndte dette arbejde i juli 2004.